# Амимия
Амимия (от др.-греч. ἀ- — «без», «нет» и μῖμος/mîmos — «актёр», откуда «мимика», «подражание») — отсутствие возможности выражать свои мысли и эмоции посредством мимики лица, глаз и жестов, что, как правило, встречается при некоторых видах психических и неврологических расстройств, обычно в связи с афазией. 
Более конкретно в медицинской диагностике под амимией понимают частный случай акинезии, при котором происходит ослабление, нарушение или полное отсутствие мимики, часто наблюдающееся при некоторых заболеваниях центральной и периферической нервной системы, в особенности лицевых нервов. 
Наиболее часто является симптомом таких болезней и/или расстройств, как болезнь Паркинсона, паркинсонизм, кататонический ступор, шизофренический дефект, нейролептический паркинсонизм, ранний детский аутизм, идиотия. При нарушениях эмоциональной сферы амимия свидетельствует об органических поражениях головного мозга лобной локализации (так называемый «синдром лобной доли»). При сенсорной амимии восприятие вкуса, цвета, звука, запахов также остаётся без традиционных мимических реакций.